# Jahrhundertring
Als Jahrhundertring wird die Inszenierung von Richard Wagners Ring des Nibelungen von Patrice Chéreau zum 100-jährigen Bestehen der Bayreuther Festspiele im Jahr 1976 bezeichnet. Eigentlich war der Schauspielregisseur Peter Stein für die Jubiläumsinszenierung des Rings angefragt worden; die Verhandlungen scheiterten jedoch, weil Stein einen Umbau der Bühne und des Zuschauerraumes forderte und sich weigerte, Franz Josef Strauß anlässlich der Premiere zu treffen. Stattdessen übertrug die Festspielleitung dem 31-jährigen Film- und Schauspielregisseur Patrice Chéreau die Regie, der der bis dahin jüngste Regisseur (und erste Ausländer in dieser Position) in der Bayreuther Festspielgeschichte war.
Die musikalische Leitung hatte der Dirigent und Komponist Pierre Boulez (mit seinem Assistenten Jeffrey Tate). Das Bühnenbild entwarf Richard Peduzzi, die Kostüme schuf Jacques Schmidt, die Lichtgestaltung oblag Manfred Voss. Als Dramaturg war François Regnault verpflichtet worden.
Die Ring-Inszenierung von Chéreau und Boulez gilt bis heute als maßstabsetzende Arbeit in der Interpretationsgeschichte des Werkes.

## Die Inszenierung

### Konzeption
Chéreau stützte sich in seiner Konzeption auf George Bernard Shaws hellsichtige Analyse des Rings (The Perfect Wagnerite: A Commentary on The Niblung’s Ring), die bereits 1889 in London erschienen war. Shaw deutete den Ring als eine Parabel auf die sozio-ökonomischen Umbrüche des 19. Jahrhunderts und interpretierte ihn als „Drama der Gegenwart“. Chéreau folgte diesem Grundansatz. Vor ihm hatten bereits der Regisseur Ulrich Melchinger in Kassel und der Leipziger Operndirektor Joachim Herz einen historisch-politischen Ansatz für die Inszenierung der Tetralogie gewählt. Der Leipziger Ring entstand in den Jahren 1973 bis 1976, und viele Analogien in inhaltlich-dramaturgischen Auffassungen, in bildkünstlerischen Lösungen und in der Inszenierung der Figurenbeziehungen legen nahe, dass Herz’ Arbeit eine Inspirationsquelle für Chéreau gewesen sein könnte.
Beide Regisseure gingen davon aus, dass Wagner seine eigene Zeit im Gewand des Nibelungen-Mythos spiegelte und durch diese poetische Verfremdung die ökonomischen und geistigen Umbrüche des 19. Jahrhunderts umso präziser fassen konnte. Dafür galt es inszenatorisch eine Balance zwischen Konkretion und Abstraktion zu finden. Ähnlich muten die Verfahren an, mit denen Herz und Chéreau szenische Bildlösungen erkundeten: Herz und der Bühnenbildner Rudolf Heinrich collagierten Details von konkreten historischen Gebäuden (Industriearchitektur ebenso wie bürgerliche Repräsentationsbauten) mit zeichenhaft abstrakten oder surrealen Strukturen. Chéreau und sein Bühnenbildner Richard Peduzzi entwickelten ebenfalls aus einer Fülle historischen Bildmaterials eine assoziative Erzählung der Ring-Fabel, die von Peduzzi schließlich zu symbolhafter Zeichenhaftigkeit verdichtet wurde. Seine Bühnenbilder wirkten „realistisch“ und surreal zugleich. Eines der einprägsamsten Bilder war das Stauwehr (eine „Maschine, die einen Fluss fließen lässt“) für den Beginn des Rheingolds. In der Götterdämmerung bildete das inzwischen verrottete Wehr den Schauplatz für Siegfrieds Ermordung. Die Götterburg Walhall erschien als palastartige Architektur, vor der sich die mit Gitterrosten bedeckte Spielfläche befand: die Pracht stand sozusagen auf löcherigem Boden, unter dem man das industrielle Heer der Nibelungen vermuten konnte, das den Reichtum erschuf. Diese Assoziation wurde durch ein großes Räderwerk auf der rechten Bühnenseite unterstützt, das scheinbar die Verbindung zwischen Walhall und Nibelheim schuf. Der erste Aufzug der Walküre (Hundings Haus) spielte vor einer bühnenfüllenden Fensterfront; im Vordergrund die verdorrte Esche und links ein großes Schwungrad. Immer wieder durchdringen Technik-Zitate bürgerliche Interieurs. Im zweiten Aufzug zeigte Peduzzi das Innere Walhalls als feudale Architektur mit einem riesigen Türstock, einem Standspiegel und einem Pendel in der Mitte der Bühne. Mimes Schmiede (Siegfried) wurde durch einen gewaltigen Dampfhammer repräsentiert. Für den zweiten Aufzug entwarf Perduzzi ein geradezu naturalistisch anmutendes Wald-Idyll. Die Heimstatt der Giebichungen in Götterdämmerung glich einem mediterranen Palazzo. In der Schlussszene der Götterdämmerung nahm Peduzzi die Häuserfront mit Feuerleitern wieder auf, die einem New Yorker Wohnhaus aus dem 19. Jahrhundert nachempfunden war und bereits in Rheingold als Bildelement vorkam.
Der inhaltliche Kernpunkt, so Chéreau, sei für ihn die Analyse der politischen Macht. „Der ‚Ring‘ ist eine Beschreibung der schrecklichen Perversion der Gesellschaft, die sich in dieser Erhaltung der Macht begründet, der Mechanismen eines starken Staates und der Opposition.“ (Patrice Chéreau) Der Göttervater Wotan wurde entsprechend bei ihm einer kritischen Sicht unterzogen: er ist der Herrscher, der im Interesse des Machterhalts die Konflikte aussitzt und die historische Chance einer Erneuerung verpasst. Auch hierin folgte Chéreau George Bernard Shaw, der Lüge und Selbsttäuschung als Wotans vorrangige Machtinstrumente beschrieb. Siegfried verstand er als Antihelden, der zum ahnungslosen Handlanger Wotans wird. „Siegfried stand für mich stellvertretend für das Nicht-Tragische. (…) Ein schlechter Schauspieler, der seine Show abzieht und während seines kurzen Erdenlebens nichts als Verwirrung stiftet, ein Wesen voller Verleugnungen.“ Chéreau nannte ihn sogar einen Vorläufer eines instinktiven Faschismus. Wotans und Siegfrieds Gegenspieler – Alberich und Mime – erscheinen in seiner Interpretation hingegen als Opfer der Verhältnisse, nicht als Inkarnationen des Bösen.

### Besetzungen
Für die vorgesehenen vier Ring-Zyklen des Premierenjahres 1976 wurden einige Partien doppelt besetzt. In der folgenden Besetzungsliste bedeutet der jeweils zweitgenannte Name die Doppelbesetzung. In den folgenden Aufführungsjahren bis 1980 wurden jeweils verschiedene Umbesetzungen vorgenommen.
- Das Rheingold – Wotan: Donald McIntyre / Hans Sotin (Zweitbesetzung 1976); Donner: Jerker Arvidson (1976), Martin Egel (1977–1980); Froh: Heribert Steinbach (1976), Siegfried Jerusalem (1977–1980); Loge: Heinz Zednik; Fasolt: Matti Salminen (1976, 1979–1980), Heikki Toivanen (1977–1978); Fafner: Bengt Rundgren (1976), Matti Salminen (1977–1978), Fritz Hübner (1979–1980); Alberich: Zoltán Kelemen (1976–1978), Hermann Becht (1979–1980); Mime: Wolf Appel (1976–1977), Helmut Pampuch (1978–1980); Fricka: Eva Randová (1976–1977) / Yvonne Minton (1976), Hanna Schwarz (1978–1980); Freia: Rachel Yakar (1976), Carmen Reppel (1977–1980); Erda: Ortrun Wenkel (1976, 1978–1980), Hanna Schwarz (1976 Zweitbesetzung, 1977); Woglinde: Yoko Kawahara (1976), Norma Sharp (1977–1980); Wellgunde: Ilse Gramatzki; Floßhilde: Adelheid Krauss (1976), Cornelia Wulkopf (1977), Marga Schiml (1978–1980)
- Die Walküre – Siegmund: Peter Hofmann (1976, 1978–1980), Robert Schunk (1977); Hunding: Matti Salminen / Karl Ridderbusch; Wotan: Donald McIntyre / Hans Sotin; Sieglinde: Hannelore Bode (1976–1978), Astrid Schirmer (Zweitbesetzung 1978), Jeannine Altmeyer (1979–1980); Brünnhilde: Gwyneth Jones; Fricka: Yvonne Minton (1976), Eva Randová (1977); Hanna Schwarz (1978–1980); Gerhilde: Rachel Yakar (1976), Carmen Reppel (1977–1980); Ortlinde: Irja Auroora (1976), Astrid Schirmer (1977), Maria de Francesca-Cavazza (1978), Karen Middleton (1979–1980); Waltraute: Doris Soffel (1976), Gabriele Schnaut (1977–1980); Schwertleite: Adelheid Krauss (1976), Patricia Payne (1977), Gwendolyn Killebrew (1978–1980); Helmwige: Katie Clarke; Siegrune: Alicia Nafé (1976), Cornelia Wulkopf (1977), Marga Schiml (1987–1980); Grimgerde: Ilse Gramatzki; Roßweiße: Elisabeth Glauser
- Siegfried – Siegfried: René Kollo (1976–1978), Patrice Chéreau (1977 Umbesetzung nur szenisch), Jean Cox (Umbesetzung 1978 nur Gesang), Manfred Jung (1979–1980); Mime: Heinz Zednik; Der Wanderer (Wotan): Donald McIntyre / Hans Sotin (Zweitbesetzung 1976, 1978 nur Gesang); Alberich: Zoltán Kelemen (1976–1978), Hermann Becht (1979–1980); Fafner: Bengt Rundgren (1976), Matti Salminen (1977–1978), Fritz Hübner (1979–1980); Erda: Hanna Schwarz (1976–1977), Ortrun Wenkel (1976 Zweitbesetzung, 1978–1980); Brünnhilde: Gwyneth Jones / Roberta Knie; Waldvogel: Yoko Kawahara (1976), Norma Sharp (1977–1980)
- Götterdämmerung – Siegfried: Jess Thomas (1976), Manfred Jung (1977–1980); Gunther: Jerker Arvidson (1976), Franz Mazura (1977–1980); Hagen: Karl Ridderbusch (1976–1977) / Bengt Rundgren (Zweitbesetzung 1976), Fritz Hübner (1978–1980); Alberich: Zoltán Kélemen (1976), Hermann Becht (1977–1980); Brünnhilde: Gwyneth Jones / Roberta Knie (Zweitbesetzung 1976); Gutrune: Irja Auroora (1976), Hannelore Bode (1977–1978), Carmen Reppel (Zweitbesetzung 1977), Jeannine Altmeyer (1979–1980); Waltraute: Yvonne Minton (1976–1977), Gwendolyn Killebrew (1978–1980); 1. Norn: Ortrun Wenkel (1976, 1978–1980), Patricia Payne (1977); 2. Norn: Dagmar Trabert (1976), Gabriele Schnaut (1977–1980); 3. Norn: Hannelore Bode (1976), Katie Clarke (1977–1980); Woglinde: Yoko Kawahara (1976), Norma Sharp (1977–1980); Wellgunde: Ilse Gramatzki, Gabriele Schnaut (Zweitbesetzung 1980); Floßhilde: Adelheid Krauss (1976), Cornelia Wulkopf (1977), Marga Schiml (1987–1980)[8]

### Rezeption
Chéreaus Inszenierung gilt heute „häufig schlechthin als ein emblematisches Sinnbild für die Bayreuther Festspiele der Neuzeit. Ihre aufstörende Wirkung ist natürlich nach Jahrzehnten dahin, ihre Bilder sind zu überzeitlichen Chiffren geworden, ganz losgelöst und unabhängig von ihrer einstigen Bedeutung und ihren Kontexten.“ Keine spätere Ring-Aufführung konnte an den interpretatorischen Positionen Chéreaus vorbei; seine Arbeit blieb für alle Regisseure ein entscheidender Bezugspunkt.
Die Inszenierung wurde fünf Festspielsommer lang (von 1976 bis 1980) in 16 Aufführungen des kompletten Ring-Zyklus sowie vier zusätzlichen Aufführungen von Einzelwerken in Bayreuth gezeigt. Im zweiten Jahr wurden einige Veränderungen und Weiterentwicklungen im szenischen Bereich vorgenommen: So erhielt der „Walkürenfelsen“, der 1976 noch wie ein Matterhorn aus Pappe aussah, seine endgültige Gestalt, die der Toteninsel von Arnold Böcklin nachempfunden war. Auch die 1976 eher missglückte optische Erscheinung der Götterburg Walhall wurde 1977 wesentlich verbessert.
Die Premiere schockierte große Teile des Publikums und führte zu Protestaktionen im Bayreuther Festspielhaus auf dem Grünen Hügel. Es kam zu Schlägereien, Unterschriftenlisten gegen diese Inszenierung wurden ausgelegt und Flugblätter verteilt. Chéreaus Verlegung der Handlung in die Zeit der Frühindustrialisierung bewegte damals viele Altwagnerianer dazu, sich zu einer Bürgerinitiative zu formieren, die für ein „zukunftsorientiertes Verständnis des Wagnerschen Werkes“ eintrat und „Werkschutz für Wotan“ forderte. Es kam im ersten Aufführungsjahr sogar zu vehementen Störungen einzelner Vorstellungen, die beinahe zum Abbruch führten. Auch Mitglieder des Orchesters wandten sich im ersten Jahr gegen die musikalische Interpretation durch Pierre Boulez. Der Spiegel schrieb: „[…] just zum Jubeljahr […] hatten sich die Konservativen wohl eine Art musikalisches Burgtheater erwartet: würdig und langweilig. Nun war es – scheinbar – respektlos und sicher unterhaltsam. Dem Altgedienten verging Hören und Sehen.“ Die konservativen Kritiker sahen Wagners Ring in den Händen eines linken Revoluzzers. Die anfängliche Ablehnung bei Teilen des Publikums wich jedoch von Jahr zu Jahr wachsender Begeisterung, was auch daran liegen mag, dass die Berichterstattung des Premierenjahres diejenigen, die sich eine konventionelle Aufführung erhofften, von dem Besuch der Aufführung in den kommenden Jahren abhielt.
Schon 1980, nach den letzten Aufführungen, war der Zorn, zumindest bei denjenigen, die die Aufführungen noch besuchten, offenbar weitgehend der Einsicht in die hohe darstellerische und szenische Intensität dieser Inszenierung gewichen und in Jubel umgeschlagen: Mit einem Applaus von über neunzig Minuten Länge und der eindrucksvollen Zahl von 101 Vorhängen (beides Rekordwerte in Bayreuth) wurde die Inszenierung verabschiedet.
Im November 1976 las Chéreau intensiv die Pressekritiken. Dabei fand er eine „übertriebene Tendenz, sich auf G. B. Shaw zu beziehen“; zudem war er von der Heftigkeit der Reaktionen getroffen.

### Besondere Ereignisse
In der Walküre inszenierte Chéreau den Tod Siegmunds als politisch motivierte Hinrichtung durch Wotan, die in eine Umarmung der Leiche mündete. Dabei bezog sich die Regie allerdings auf die spätere Aussage Brünnhildes im 3. Aufzug, wonach nicht nur Hunding allein, sondern auch Wotan den Mord eigenhändig mitbegangen habe: „doch Siegmund schützt‘ ich mit meinem Schild, trotzend dem Gott! der traf ihn da selbst mit dem Speer“. Diese Grausamkeit – eigentlich eine detaillierte Umsetzung der Intention Wagners – wirkte jedoch so drastisch, dass die Publikumsreaktionen fast zum Abbruch der Aufführung zwangen.
Zu einer in der Festspielgeschichte einmaligen Situation kam es am 20. August 1977, bei der letzten Siegfried-Aufführung des Jahres. René Kollo, der Sänger der Titelpartie, hatte sich kurz zuvor bei einem Segelausflug ein Bein gebrochen und konnte daher seine Rolle schauspielerisch nicht gestalten. Da es unmöglich war, einen anderen Sänger kurzfristig in die komplizierten Bewegungsabläufe der Inszenierung einzuweisen, schlüpfte Regisseur Chéreau selbst in die Rolle des Siegfried und spielte sie stumm, während Kollo, unsichtbar für das Publikum, aus den Kulissen sang. Der umgekehrte Fall trat im Folgejahr am 12. August 1978 ein, als René Kollo stimmlich indisponiert war. Diesmal sang der Heldentenor Jean Cox die Rolle aus den Kulissen, während Kollo stumm spielte.

## Fernsehausstrahlung und Buch
Die Inszenierung wurde 1979 und 1980 als Bild- und Tondokument aufgezeichnet. Teils abweichend von den Bühnenpremieren (s. o.) waren die Fernsehaufzeichnungen folgendermaßen besetzt:
- Das Rheingold (Aufzeichnung 1980) – Wotan: Donald McIntyre; Donner: Martin Egel; Froh: Siegfried Jerusalem; Loge: Heinz Zednik; Fricka: Hanna Schwarz; Freia: Carmen Reppel; Erda: Ortrun Wenkel; Alberich: Hermann Becht; Mime: Helmut Pampuch; Fasolt: Matti Salminen; Fafner: Fritz Hübner; Woglinde: Norma Sharp; Wellgunde: Ilse Gramatzki; Floßhilde: Marga Schiml.[15]
- Die Walküre (Aufzeichnung 1980) – Siegmund: Peter Hofmann; Hunding: Matti Salminen; Wotan: Donald McIntyre; Sieglinde: Jeannine Altmeyer; Brünnhilde: Gwyneth Jones; Fricka: Hanna Schwarz; Gerhinde: Carmen Reppel; Ortlinde: Karen Middleton; Waltraute: Gabriele Schnaut; Schwertleite: Gwendolyn Killebrew; Helmwige: Katie Clarke; Siegrune: Marga Schiml; Grimgerde: Ilse Gramatzki; Roßweiße: Elisabeth Glauser.[16]
- Siegfried (Aufzeichnung 1980) – Siegfried: Manfred Jung; Mime: Heinz Zednik; Der Wanderer (Wotan): Donald McIntyre; Alberich: Hermann Becht; Fafner: Fritz Hübner; Brünnhilde: Gwyneth Jones; Erda: Ortrun Wenkel; Waldvogel: Norma Sharp.[17]
- Götterdämmerung  (Aufzeichnung 1979) – Siegfried: Manfred Jung; Gunther: Franz Mazura; Hagen: Fritz Hübner; Alberich: Hermann Becht; Brünnhilde: Gwyneth Jones; Gutrune: Jeannine Altmeyer; Waltraute: Gwendolyn Killebrew; erste Norn: Ortrun Wenkel; Zweite Norn: Gabriele Schnaut; Dritte Norn: Katie Clarke; Woglinde: Norma Sharp; Wellgunde: Ilse Gramatzki; Floßhilde: Marga Schiml.[18]

Als erster und zunächst einziger der vier Teile wurde Die Walküre am 29. August 1980 im Ersten ausgestrahlt, in der Folgezeit wurden dann vereinzelt auch weitere Abende gesendet; eine komplette Ausstrahlung im Zusammenhang erfolgte erst Anfang 1983 anlässlich von Wagners hundertstem Todestag. Zu diesem Zeitpunkt kam die Aufzeichnung in New York auch ins Kino. 1990 wurde die komplette Aufzeichnung auf VHS-Kassetten, 2005 auf DVD-Video veröffentlicht.
In dem Buch Der „Ring“. Bayreuth 1976–1980 beschreiben Dirigent und Regieteam ihre Arbeit.